# Ana Rodríguez Troyano
Ana Rodríguez Troyano (El Ejido, 22 de marzo de 1994) fue una futbolista española que juega en las posiciones de mediocampista y lateral derecho. Jugó en las categorías juveniles de la selección femenina de fútbol de España.

## Trayectoria
| Club                    | Temporada | Categoría club       | Categoría jugadora | Parts. | Goles |
| ----------------------- | --------- | -------------------- | ------------------ | ------ | ----- |
| El Ejido FS             | 2005/2006 |                      | Benjamín           |        |       |
| Bayyana FS              | 2006/2007 |                      | Infantil           |        |       |
| Bayyana FS              | 2007/2008 |                      | Cadete             |        |       |
| Granada CF              | 2008/2009 | 1ª Nacional          | Cadete 2º          |        |       |
| Granada CF              | 2009/2010 | 1ª Nacional          | Juvenil 1º         |        |       |
| Club Atlético Málaga    | 2010/2011 | 1ª División Femenina | Juvenil 1º         |        |       |
| Club Atlético Málaga    | 2011/2012 | 1ª División Femenina | Juvenil 2º         | 34     | 3     |
| Club Atlético de Madrid | 2012/2013 | 1ª División Femenina | Juvenil 3º         | 26     | 1     |

## Palmarés

### Club
| Título                                   | Club        | País   | Año  |
| ---------------------------------------- | ----------- | ------ | ---- |
| Campeona SuperBowl BCN                   | El Ejido FS | España | 2005 |
| Subcampeona de España Sub-14 Fútbol Sala | Bayyana FS  | España | 2007 |
| 3º puesto Campeonato de España Sub-16    | Granada CF  | España | 2008 |

### Selección española
| Título                       | País    | Año  |
| ---------------------------- | ------- | ---- |
| Subcampeona de Europa Sub-19 | Turquía | 2012 |

- Datos: Q10854771